# Сагуаманчіка
Сагуаманчіка або Сагуанмачіка (*д/н —1490) — сіпа (володар) держави чибча Бакати у 1470—1490 роках, сприяв її піднесенню. Ім'я перекладається як «Сердита пума».

## Життєпис
Походив з роду сіп — володарів держави Баката. Стосовно дати народження немає відомостей. Замолоду набув військового досвіду. У 1470 році зійшов на трон після смерті свого дядька Мейкучуки, сіпи Бакати. Із самого початку він вирішив здобути повну незалежність Бакати від держави Гуатавіта, якій сіпи платили данину. Для цього Сагуаманчіка поступово став нарощувати військову потугу, готувати вояків.
Близько 1474 року за наказом усаке (володаря) Гуатавіти, Сагуаманчіка з 30-тисячним військом рушив проти повсталих племен сутагао і паска, що мешкали на півдні. Ця військова кампанія завершилася успіхом — у вирішальній битві при Паскі проти касіка Фусагасао армія Бакати здобула цілковиту перемогу, після чого Сагуаманчіка вирішив кинути виклик усаке. У відповідь війська Гуатавіти підійшли бо столиці Бакати, але тут зазнали нищівної поразки, після чого війська Сагуаманчіка ще раз завдали поразки супротивнику.
У цій ситуації усаке уклав союз з саке (володарем) Тунхи — Мічуа. Останній з 40-тисячним військом рушив проти Сагуаманчіки, втім, до рішучої битви справа не дійшла, обмежившись прикордонними сутичками, й зрештою між державами було укладено мир.
Після відступу Мічуа, Сагуаманчіка змусив Гуатавіту платити данину, також держава сутагао остаточно визнала зверхність Бакати. Водночас протягом 10 років постійно придушував повстання підкорених племен (кассіків Убаке, Паска, Усме), водночас його кордони зазнали нападу племені панче. Цим вирішив скористатися усаке Гаутавіти, який повстав й також атакував землі Бакати. Ці війни тривали до 1490 року.
У 1490 році війна між Бакатою і Тунхою поновилася. Вирішальна битва відбулася біля селища Чоконта, куди сіпа Сагуаманчіка привів 50 тис. вояків, його протистояла 60-тисячна армія Мічуа. Проте битва тривала недовго, оскільки незабаром обидва володаря були вбиті. За традицію сутичку негайно припинили. Населення обох держав одяглося у все чорне. Після поховальних церемоній владу в Бакаті успадкував небіж Сагуаманчіки — Немекене.